# Statistiche e record della Jesina Calcio
Nella presente pagina sono riportate le statistiche nonché record riguardanti la Società Sportiva Dilettantistica Jesina Calcio, società calcistica italiana con sede a Jesi.

## Statistiche di squadra

### Bilancio incontri nei campionati
| Livello e Divisione | Livello e Divisione             | Statistiche 1927-1928/2018-2019 | Statistiche 1927-1928/2018-2019 | Statistiche 1927-1928/2018-2019 | Statistiche 1927-1928/2018-2019 | Statistiche 1927-1928/2018-2019 | Statistiche 1927-1928/2018-2019 | Statistiche 1927-1928/2018-2019 | Statistiche 1927-1928/2018-2019 - Playoff/Spareggi Promozione | Statistiche 1927-1928/2018-2019 - Playoff/Spareggi Promozione | Statistiche 1927-1928/2018-2019 - Playoff/Spareggi Promozione | Statistiche 1927-1928/2018-2019 - Playoff/Spareggi Promozione | Statistiche 1927-1928/2018-2019 - Playoff/Spareggi Promozione | Statistiche 1927-1928/2018-2019 - Playoff/Spareggi Promozione | Statistiche 1927-1928/2018-2019 - Playout/Spareggi Retrocessione | Statistiche 1927-1928/2018-2019 - Playout/Spareggi Retrocessione | Statistiche 1927-1928/2018-2019 - Playout/Spareggi Retrocessione | Statistiche 1927-1928/2018-2019 - Playout/Spareggi Retrocessione | Statistiche 1927-1928/2018-2019 - Playout/Spareggi Retrocessione | Statistiche 1927-1928/2018-2019 - Playout/Spareggi Retrocessione |
| Livello             | Categoria                       | Stagioni                        | Partite                         | Vinte                           | Paregg.                         | Perse                           | Gol fatti                       | Gol subiti                      | Partite                                                       | Vinte                                                         | Paregg.                                                       | Perse                                                         | Gol fatti                                                     | Gol subiti                                                    | Partite                                                          | Vinte                                                            | Paregg.                                                          | Perse                                                            | Gol fatti                                                        | Gol subiti                                                       |
| 3                   | Prima Divisione                 | 2                               | 48                              | 18                              | 13                              | 17                              | 58                              | 54                              | -                                                             | -                                                             | -                                                             | -                                                             | -                                                             | -                                                             | 1                                                                | 1                                                                | 0                                                                | 0                                                                | 1                                                                | 0                                                                |
| 3                   | Serie C                         | 14                              | 440                             | 136                             | 131                             | 173                             | 506                             | 600                             | -                                                             | -                                                             | -                                                             | -                                                             | -                                                             | -                                                             | 1                                                                | 0                                                                | 0                                                                | 1                                                                | 0                                                                | 1                                                                |
| 3                   | Serie C1                        | 1                               | 34                              | 7                               | 16                              | 11                              | 24                              | 34                              | -                                                             | -                                                             | -                                                             | -                                                             | -                                                             | -                                                             | -                                                                | -                                                                | -                                                                | -                                                                | -                                                                | -                                                                |
| 3                   | Totale 3º Livello               | 17                              | 522                             | 161                             | 160                             | 201                             | 588                             | 688                             | -                                                             | -                                                             | -                                                             | -                                                             | -                                                             | -                                                             | 2                                                                | 1                                                                | 0                                                                | 1                                                                | 1                                                                | 1                                                                |
| 4                   | Terza Divisione                 | 2                               | 26                              | 11                              | 5                               | 10                              | 44                              | 39                              | -                                                             | -                                                             | -                                                             | -                                                             | -                                                             | -                                                             | -                                                                | -                                                                | -                                                                | -                                                                | -                                                                | -                                                                |
| 4                   | Seconda Divisione               | 2                               | 26                              | 14                              | 5                               | 7                               | 62                              | 35                              | -                                                             | -                                                             | -                                                             | -                                                             | -                                                             | -                                                             | -                                                                | -                                                                | -                                                                | -                                                                | -                                                                | -                                                                |
| 4                   | Prima Divisione                 | 1                               | 16                              | 13                              | 2                               | 1                               | 47                              | 11                              | 6                                                             | 5                                                             | 0                                                             | 1                                                             | 15                                                            | 2                                                             | -                                                                | -                                                                | -                                                                | -                                                                | -                                                                | -                                                                |
| 4                   | Promozione                      | 1                               | 32                              | 18                              | 7                               | 7                               | 63                              | 34                              | 1                                                             | 1                                                             | 0                                                             | 0                                                             | 2                                                             | 0                                                             | -                                                                | -                                                                | -                                                                | -                                                                | -                                                                | -                                                                |
| 4                   | IV Serie                        | 6                               | 196                             | 66                              | 66                              | 64                              | 232                             | 239                             | -                                                             | -                                                             | -                                                             | -                                                             | -                                                             | -                                                             | -                                                                | -                                                                | -                                                                | -                                                                | -                                                                | -                                                                |
| 4                   | Serie D                         | 18                              | 614                             | 212                             | 198                             | 204                             | 635                             | 635                             | -                                                             | -                                                             | -                                                             | -                                                             | -                                                             | -                                                             | 1                                                                | 0                                                                | 0                                                                | 1                                                                | 1                                                                | 2                                                                |
| 4                   | Serie C2                        | 9                               | 306                             | 97                              | 117                             | 92                              | 278                             | 263                             | -                                                             | -                                                             | -                                                             | -                                                             | -                                                             | -                                                             | 1                                                                | 0                                                                | 1                                                                | 0                                                                | 1                                                                | 1                                                                |
| 4                   | Totale 4º Livello               | 39                              | 1226                            | 431                             | 400                             | 385                             | 1361                            | 1256                            | 7                                                             | 6                                                             | 0                                                             | 1                                                             | 17                                                            | 2                                                             | 2                                                                | 0                                                                | 1                                                                | 1                                                                | 2                                                                | 3                                                                |
| 5                   | Promozione                      | 3                               | 92                              | 47                              | 28                              | 17                              | 143                             | 81                              | -                                                             | -                                                             | -                                                             | -                                                             | -                                                             | -                                                             | -                                                                | -                                                                | -                                                                | -                                                                | -                                                                | -                                                                |
| 5                   | Campionato Nazionale Dilettanti | 6                               | 204                             | 65                              | 87                              | 52                              | 230                             | 197                             | 11                                                            | 2                                                             | 3                                                             | 6                                                             | 17                                                            | 21                                                            | -                                                                | -                                                                | -                                                                | -                                                                | -                                                                | -                                                                |
| 5                   | Serie D                         | 8                               | 276                             | 102                             | 87                              | 87                              | 331                             | 298                             | 2                                                             | 1                                                             | 0                                                             | 1                                                             | 1                                                             | 1                                                             | -                                                                | -                                                                | -                                                                | -                                                                | -                                                                | -                                                                |
| 5                   | Totale 5º Livello               | 17                              | 572                             | 214                             | 202                             | 156                             | 704                             | 576                             | 13                                                            | 3                                                             | 3                                                             | 7                                                             | 18                                                            | 22                                                            | -                                                                | -                                                                | -                                                                | -                                                                | -                                                                | -                                                                |
| 6                   | Promozione                      | 1                               | 34                              | 22                              | 7                               | 5                               | 48                              | 19                              | -                                                             | -                                                             | -                                                             | -                                                             | -                                                             | -                                                             | -                                                                | -                                                                | -                                                                | -                                                                | -                                                                | -                                                                |
| 6                   | Eccellenza                      | 11                              | 364                             | 149                             | 136                             | 79                              | 428                             | 293                             | 17                                                            | 6                                                             | 5                                                             | 6                                                             | 26                                                            | 28                                                            | -                                                                | -                                                                | -                                                                | -                                                                | -                                                                | -                                                                |
| 6                   | Totale 6º Livello               | 12                              | 398                             | 171                             | 143                             | 84                              | 476                             | 312                             | 17                                                            | 6                                                             | 5                                                             | 6                                                             | 26                                                            | 28                                                            | -                                                                | -                                                                | -                                                                | -                                                                | -                                                                | -                                                                |

Tutti i dati sono aggiornati al termine della stagione 2018-2019.

### Coppa Italia
La Jesina ha disputato tutte e 4 le Coppe Nazionali vantando i seguenti risultati:
- 4 partecipazioni alla Coppa Italia avvenute nelle edizioni 1935-1936, 1936-1937, 1937-1938, e 1938-1939. La seconda partecipazione vide il miglior risultato con la squadra che arrivò fino al Terzo Turno Eliminatorio, ad un passo dal potersi scontrare con le squadre della Serie A.
- 10 partecipazioni alla Coppa Italia Serie C, in occasione dell'edizione 1985-1986 arrivò in Finale venendo sconfitta dalla Virescit Boccaleone.
- 12 partecipazioni alla Coppa Italia di Serie D con la Jesina che vanta il miglior risultato nel 2000-2001 quando giunse fino agli Ottavi di Finale dove venne eliminata dal Todi poi vincitore e nel 2016-2017 dove venne eliminata dal Lentigione.
- 1 partecipazione alla Coppa Italia Dilettanti nella stagione 2008-2009 dove è stata eliminata dal Cesenatico al Primo Turno.
- 11 partecipazioni alla Fase Regionale della Coppa Italia d'Eccellenza, vinta per l'appunto nella stagione 2008-2009.

### Bilancio incontri nelle coppe nazionali
| Coppa e Partecipazioni  | Coppa e Partecipazioni | Statistiche Coppe Nazionali | Statistiche Coppe Nazionali | Statistiche Coppe Nazionali | Statistiche Coppe Nazionali | Statistiche Coppe Nazionali | Statistiche Coppe Nazionali | Statistiche Coppe Nazionali |
| Coppa                   | Partecipazioni         | Partite                     | Vinte                       | Paregg.                     | Perse                       | Gol fatti                   | Gol subiti                  |                             |
| Coppa Italia            | 4                      | 8                           | 3                           | 1                           | 4                           | 22                          | 16                          |                             |
| Coppa Italia Serie C    | 10                     | 58                          | 19                          | 17                          | 22                          | 71                          | 77                          |                             |
| Coppa Italia Serie D    | 13                     | 31                          | 11                          | 10                          | 11                          | 47                          | 47                          |                             |
| Coppa Italia Dilettanti | 1                      | 2                           | 0                           | 1                           | 1                           | 0                           | 1                           |                             |
| Totale                  | 26                     | 97                          | 33                          | 28                          | 36                          | 137                         | 135                         |                             |

Nei dati della Coppa Italia di Serie C mancano quelli delle Edizioni 1986-1987 e 1989-1990 al momento sconosciuti. Tutti i dati sono aggiornati al termine della stagione di coppe 2019-2020.

## Statistiche individuali

### Marcatori stagionali
- 1927-1928  Capaldi, 5 reti
- 1928-1929  Santini, 7
- 1931-1932  Bugari, 13
- 1932-1933  Bugari,  Maggi,  Santini, 6
- 1933-1934  Bianchi, 8
- 1934-1935  Vincenzo Mancinelli, 9
- 1935-1936  Vincenzo Mancinelli, 12
- 1936-1937  Alfredo Diotalevi, 11
- 1937-1938  Vincenzo Mancinelli, 10
- 1938-1939  Vincenzo Mancinelli, 12
- 1939-1940  Giancarli,  Massani,  Rogati, 3
- 1942-1943  Amedeo, 5
- 1945-1946  Bianchetti, 10
- 1946-1947  Alfiero Paolinelli, 12
- 1947-1948  Bortuzzo,  Pietro Sdrubolini, 8
- 1948-1949  Emilio Conti, 15
- 1949-1950  Alfiero Paolinelli, 18
- 1950-1951  Giovanni Bodini, 19
- 1951-1952  Antonio Rizzitelli, 13
- 1952-1953  Antonio Rizzitelli, 9
- 1953-1954  Duca, 21
- 1954-1955  Leo Zavatti, 9
- 1955-1956  Leo Zavatti, 8
- 1956-1957  Leo Zavatti, 16
- 1957-1958  Oscar Cerqueni, 13
- 1958-1959  Oscar Cerqueni, 12
- 1959-1960  Oscar Cerqueni, 15
- 1960-1961  Carnevali, 22
- 1961-1962  Mauro Pantani, 14
- 1962-1963  Trapella, 9
- 1963-1964  Lidio Rocchi, 11
- 1964-1965  Lidio Rocchi, 13
- 1965-1966  Lidio Rocchi, 14
- 1966-1967  Lidio Rocchi, 9
- 1967-1968  Giuliano Bertarelli, 8
- 1968-1969  Mario Scarpa, 6
- 1969-1970  Zardo, 7
- 1970-1971  Zardo, 9
- 1971-1972  Doffo, 5
- 1972-1973  Baroni, 10
- 1973-1974  Pasetto, 7
- 1974-1975  D'Alessandro,  Mattei, 5
- 1975-1976  D'Arpa, 6
- 1976-1977  Bartolini, 7
- 1977-1978  Fulginei, 11
- 1978-1979  Arcangeli, 16
- 1979-1980  Bocci, 8
- 1980-1981  Stefano Garbuglia, 23
- 1981-1982 / Ricardo Paciocco, 12
- 1982-1983 / Ricardo Paciocco, 14
- 1983-1984  Giorgio Buffone, 19
- 1984-1985  Giorgio Buffone, 6
- 1985-1986  Angelo Raffaele Mariano, 8
- 1986-1987  Stefano Garbuglia, 7
- 1987-1988  Stefano Garbuglia, 10
- 1988-1989  Marco Sgrò, 7
- 1989-1990  Maurizio Strippoli, 7
- 1990-1991  Maurizio Sandri,  Antonio Rebesco, 6
- 1991-1992  Federico Maci, 10
- 1992-1993  Federico Maci, 13
- 1993-1994  Nazzareno Piattella, 11
- 1994-1995  Massimi, 7
- 1995-1996  Patrizio Brescini, 13
- 1996-1997  Pasquale Juvalò, 17
- 1997-1998  Pasquale Juvalò, 12
- 1998-1999  Igor Giorgini, 10
- 1999-2000  Roberto Castorina, 8
- 2000-2001  Davide Faieta, 12
- 2001-2002  Fabio Centofanti, 8
- 2002-2003  Emiliano Malaccari, 10
- 2003-2004  Lucas Javier Cabello, 10
- 2004-2005  Mirko Polverari, 15
- 2005-2006  Mirko Polverari, 7
- 2006-2007  Nicola Chicco, 18
- 2007-2008  Daniele Crispino, 23
- 2008-2009  Pietro Somma, 9
- 2009-2010  Tommaso Gabrielloni, 11
- 2010-2011  Giuseppe Negro, 13
- 2011-2012  Tommaso Gabrielloni, 10
- 2012-2013  Stefano Stefanelli, 14
- 2013-2014  Pasquale Berardi, 13
- 2014-2015  Michael Traini,  Kevin Trudo, 9
- 2015-2016  Kevin Trudo, 11
- 2016-2017  Henry Shiba, 14
- 2017-2018  Riccardo Pierandrei, 8
- 2018-2019  Sergio Cruz Pereira, 8